# Ťuj
Ťuj nebo také Velký Ťuj (rusky Тюй nebo Большой Тюй) je řeka v Permském kraji a v Baškirské republice v Rusku. Je 188 km dlouhá. Povodí má rozlohu 2320 km².

## Průběh toku
Pramení na Tulvinské vysočině. Ústí do Pavlovské přehrady. Je to pravý přítok Ufy (povodí Volhy).

## Vodní stav
Zdroj vody je převážně sněhový. Průměrný roční průtok vody ve vzdálenosti 10 km od ústí činí 18,1 m³/s. Zamrzá v listopadu a rozmrzá na začátku května.

## Využití
Řeka je splavná pro vodáky.